# Gram (mitologia)

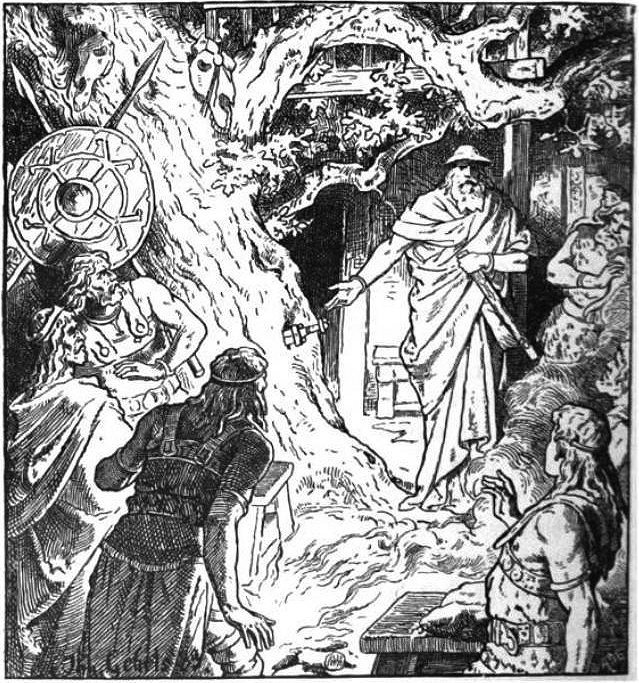
„Miecz Zygmunta” (1889) Johannesa Gehrtsa.

Gram (w języku staronordyckim „oburzenie”) – miecz, którym Sigurd (Siegfried, Zygfryd), bohater pieśni o Nibelungach, zabił smoka Fafnira. Został wykuty przez Weylanda Kowala i pierwotnie należał do jego ojca – Sigmunda, który otrzymał go w sali Volsung po wyjęciu go z drzewa Barnstokk, w którym Odyn specjalnie go umieścił – nikt inny nie mógł go wyciągnąć. Miecz został zniszczony i przekuty co najmniej raz. Gdy został przekuty, mógł rozłupać kowadło na połowę.

## W kulturze
W „Pieśni o Nibelungach” miecz Siegfrieda nazywa się Balmung. W utworze jeden z bohaterów, Hagen (wuj Ortwina z Metzu), opowiada historię zdobycia przez Siegfrieda skarbu Nibelungów, który miał pomóc dzielić legendarny skarb Nibelungowi i Szilbungowi – strażnikom skarbu. W podzięce za pomoc przy tym skomplikowanym zadaniu Siegfried otrzymał „Sławny miecz Nibelungów” – Balmunga.
W Cyklu Pierścienia Richarda Wagnera miecz nazywa się Notung.